# Theater Hanzehof & Buitensociëteit

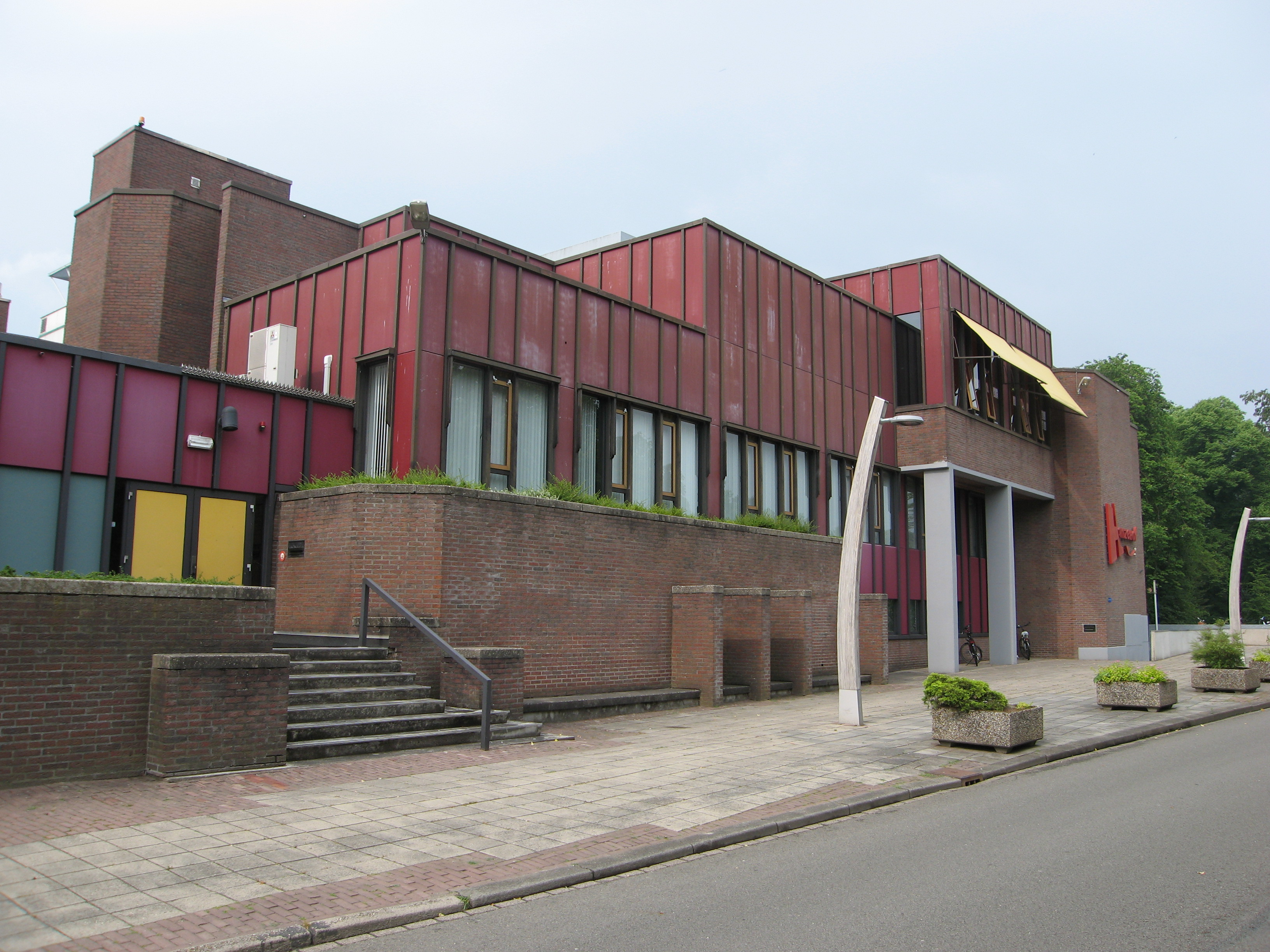
De Hanzehof in 2018

Theater Hanzehof & Buitensociëteit is een theater annex concertzaal in de Nederlandse stad Zutphen (provincie Gelderland).
De Hanzehof bevindt zich aan de Coehoornsingel, waar sinds 1891 al de Buitensociëteit stond. In de jaren 70 van de twintigste eeuw is tegen de Buitensociëteit het huidige theater aangebouwd. 
Theater Hanzehof & Buitensociëteit speelt een grote rol in het culturele aanbod van Zutphen. Naast theaterzaal (550 stoelen) beschikt het over een monumentale concertzaal (Buitensociëteit, 600 stoelen).
De gemeente Zutphen is eigenaar geweest van het complex, later ging dit over naar een zelfstandige stichting. Deze kreeg steeds meer moeite met het onderhoud van de Hanzehof, waardoor de gemeente opnieuw eigenaar wil worden.
Vanaf 2021 is Mirjam Radstake er de directeur en combineert dat met directeurschap van de Schouwburg Lochem. In 2022 is het gelukt om van de klassieke Buitensocieteit ook een poppodium te maken.